# جورج بلدام
جورج بلدام (انگلیسی: George Beldam; ۱ مهٔ ۱۸۶۸ – ۲۳ نوامبر ۱۹۳۷) عکاس، و بازیکن کریکت اهل بریتانیا بود.